# Carol Ann Peters
Carol Ann Peters (Buffalo, 16 giugno 1932 – Bethesda, 16 maggio 2022) è stata una danzatrice su ghiaccio statunitense. Insieme a Daniel Ryan ha vinto due bronzi ai Campionati mondiali di pattinaggio di figura e un oro e un argento ai Campionati dei Quattro continenti.

## Risultati
(con Daniel Ryan)
| Evento                            | 1951 | 1952 | 1953 |
| --------------------------------- | ---- | ---- | ---- |
| Campionati mondiali               |      | 3°   | 3°   |
| North American Championships      | 2°   |      | 1°   |
| Campionati nazionali statunitensi | 3°   | 2°   | 1°   |